# Sigurd Vestad
Sigurd Vestad (* 31. Juli 1907 in Trysil; † 17. Januar 2001 in Trysil) war ein norwegischer Skilangläufer.

## Werdegang
Vestad, der für den Nordre Trysil IL startete und als Holzfäller tätig war, trat international erstmals bei den nordischen Skiweltmeisterschaften 1930 in Oslo in Erscheinung. Dort belegte er den 19. Platz über 17 km und den 12. Rang über 50 km. Bei seiner einzigen Olympiateilnahme 1932 in Lake Placid errang er den fünften Platz über 50 km. Im folgenden Jahr wurde er norwegischer Meister über 17 km und 30 km und gewann beim Holmenkollen Skifestival den 50-km-Lauf. Dafür erhielt er im selben Jahr die Aftenposten-Goldmedaille. Im folgenden Jahr gewann er erneut bei den norwegischen Meisterschaften den 30-km-Lauf und belegte bei den nordischen Skiweltmeisterschaften in Falun den 15. Platz über 18 km. Bei den nordischen Skiweltmeisterschaften 1935 in Vysoké Tatry lief er auf den 15. Platz über 50 km und auf den vierten Rang über 18 km. Seine letzten Rennen absolvierte er im Jahr 1946 beim Holmenkollen Skifestival. Dabei kam er auf den 20. Platz über 50 km und auf den achten Rang über 17 km.